# Кім Мін Сок (борець)
Кім Мін Сок (кор. 김민석; нар. 9 лютого 1993) — південнокорейський борець греко-римського стилю, бронзовий призер чемпіонату світу, бронзовий призер чемпіонату Азії, дворазовий бронзовий призер Азійських ігор.

## Життєпис
Боротьбою почав займатися з 2007 року. У 2013 році став чемпіоном Азії серед юніорів. Того ж року завоював бронзову медаль чемпіонату світу серед юніорів.
Виступає за борцівський клуб Університету Кьонсон, Пусан. Тренер — Кім Чон Саб.

## Спортивні результати на міжнародних змаганнях

### Виступи на Олімпіадах
| Змагання                    | Збірна         | Вагова категорія                  | Місце |
| --------------------------- | -------------- | --------------------------------- | ----- |
| Літні Олімпійські ігри 2020 | Південна Корея | греко-римська боротьба, до 130 кг | 14    |

### Виступи на Чемпіонатах світу
| Змагання                        | Збірна         | Вагова категорія                  | Місце  |
| ------------------------------- | -------------- | --------------------------------- | ------ |
| Чемпіонат світу з боротьби 2017 | Південна Корея | греко-римська боротьба, до 130 кг | 26     |
| Чемпіонат світу з боротьби 2018 | Південна Корея | греко-римська боротьба, до 130 кг | Бронза |
| Чемпіонат світу з боротьби 2019 | Південна Корея | греко-римська боротьба, до 130 кг | 22     |
| Чемпіонат світу з боротьби 2022 | Південна Корея | греко-римська боротьба, до 130 кг | 24     |

### Виступи на Чемпіонатах Азії
| Змагання                       | Збірна         | Вагова категорія                  | Місце  |
| ------------------------------ | -------------- | --------------------------------- | ------ |
| Чемпіонат Азії з боротьби 2016 | Південна Корея | греко-римська боротьба, до 130 кг | 7      |
| Чемпіонат Азії з боротьби 2017 | Південна Корея | греко-римська боротьба, до 130 кг | Бронза |
| Чемпіонат Азії з боротьби 2019 | Південна Корея | греко-римська боротьба, до 130 кг | 5      |
| Чемпіонат Азії з боротьби 2020 | Південна Корея | греко-римська боротьба, до 130 кг | Срібло |
| Чемпіонат Азії з боротьби 2022 | Південна Корея | греко-римська боротьба, до 130 кг | Срібло |
| Чемпіонат Азії з боротьби 2023 | Південна Корея | греко-римська боротьба, до 130 кг | 5      |

### Виступи на Азійських іграх
| Змагання           | Збірна         | Вагова категорія                  | Місце  |
| ------------------ | -------------- | --------------------------------- | ------ |
| Азійські ігри 2018 | Південна Корея | греко-римська боротьба, до 130 кг | Бронза |
| Азійські ігри 2022 | Південна Корея | греко-римська боротьба, до 130 кг | Бронза |

### Виступи на інших змаганнях
| Змагання                                                     | Збірна         | Вагова категорія                  | Місце  |
| ------------------------------------------------------------ | -------------- | --------------------------------- | ------ |
| Міжнародний меморіал Білла Фаррелла 2016                     | Південна Корея | греко-римська боротьба, до 130 кг | Золото |
| Турнір Дана Колова — Николи Петрова 2017                     | Південна Корея | греко-римська боротьба, до 130 кг | Бронза |
| Меморіал Болата Турлиханова 2017                             | Південна Корея | греко-римська боротьба, до 130 кг | 5      |
| Міжнародний меморіал Дейва Шульца 2017                       | Південна Корея | греко-римська боротьба, до 130 кг | Золото |
| Турнір Г. Картозія і В. Балавадзе 2018                       | Південна Корея | греко-римська боротьба, до 130 кг | 5      |
| Гран-прі Загреба з боротьби 2019                             | Південна Корея | греко-римська боротьба, до 130 кг | 14     |
| Гран-прі Угорщини з боротьби 2019                            | Південна Корея | греко-римська боротьба, до 130 кг | 20     |
| Турнір міста Сассарі з боротьби 2019                         | Південна Корея | греко-римська боротьба, до 130 кг | Бронза |
| Меморіал Олега Караваєва 2019                                | Південна Корея | греко-римська боротьба, до 130 кг | Бронза |
| Олімпійський кваліфікаційний турнір з боротьби 2020 (Алмати) | Південна Корея | греко-римська боротьба, до 130 кг | Срібло |
| Меморіал Імре Поляка та Яноша Варги 2023                     | Південна Корея | греко-римська боротьба, до 130 кг | 9      |

### Виступи на змаганнях молодших вікових груп
| Змагання                                      | Збірна         | Вагова категорія                  | Місце  |
| --------------------------------------------- | -------------- | --------------------------------- | ------ |
| Чемпіонат Азії з боротьби серед кадетів 2010  | Південна Корея | греко-римська боротьба, до 100 кг | 7      |
| Чемпіонат світу з боротьби серед юніорів 2011 | Південна Корея | греко-римська боротьба, до 120 кг | 17     |
| Чемпіонат Азії з боротьби серед юніорів 2012  | Південна Корея | греко-римська боротьба, до 120 кг | 5      |
| Чемпіонат Азії з боротьби серед юніорів 2013  | Південна Корея | греко-римська боротьба, до 120 кг | Золото |
| Чемпіонат світу з боротьби серед юніорів 2013 | Південна Корея | греко-римська боротьба, до 120 кг | Бронза |